# 商家镇
商家镇，是中华人民共和国山东省淄博市周村区下辖的一个乡镇级行政单位。

## 行政区划
商家镇下辖以下地区：
馆里村、小史村、七河村、地铺村、白家村、武家村、冶西村、冶东村、西阿村、前太村、西太村、东太村、红星村、西商村、李家庄村、东官村、红旗村、循途村、胡家村、杨家窝村、戴家村、双山村、西马村、西岔村、东岔村、冯家村和东商村。